# Премія Кіото з фундаментальних наук
Пре́мія Кіо́то з фундамента́льних нау́к (англ. Kyoto Prize in Basic Sciences) — нагорода, що присуджується щорічно Фундацією Інаморі. Ця премія є однією з трьох Премій Кіото, до яких також належать Премія Кіото в галузі передових технологій та Премія Кіото в галузі мистецтв і філософії.
Першим лауреатом премії Кіото в галузі фундаментальних наук став Клод_Шеннон, «творець математичних основ теорії інформації». Премія зазвичай вважається найпрестижнішою нагородою в галузях, які традиційно не вшановуються Нобелівською премією.

## Галузі
Премія Кіото з фундаментальних наук присуджується на ротаційній основі дослідникам у наступних чотирьох областях:
- математичні науки (включаючи чисту математику);
- біологія (еволюція, поведінка, екологія, довкіллєзнавство);
- науки про Землю і науки про планети, астрономія і астрофізика;
- когнітивна наука/науки про життя (молекулярна біологія, клітинна біологія, нейробіологія);

## Лауреати
Джерело: сайт Kyoto Prize

### Математичні науки
| Рік  | Лауреат | Лауреат                      | Країна   | Підстава для нагородження |
| ---- | ------- | ---------------------------- | -------- | --- |
| 1985 |         | Клод Шеннон (1916—2001)      | США      | Розроблення математичних основ теорії інформації Оригінальний текст (англ.) [Establishment of Mathematical Foundation of Information Theory] Помилка: [undefined] Помилка: {{Lang}}: немає тексту (допомога): не вказано код мови (допомога) |
| 1989 |         | Ізраїль Гельфанд (1913—2009) | СРСР США | Видатний внесок у низку галузей математичних наук, зокрема піонерські дослідження у функціональному аналізі Оригінальний текст (англ.) [Outstanding Contribution to Many Fields of Mathematical Sciences, Especially Pioneering Studies in Functional Analysis] Помилка: [undefined] Помилка: {{Lang}}: немає тексту (допомога): не вказано код мови (допомога) |
| 1994 |         | Андре Вейль (1906–1998)      | Франція  | Обширний внесок у сучасну математику, особливо через фундаментальні роботи з алгебричній геометрії та теорії чисел Оригінальний текст (англ.) [Broad Contribution to the Modern Mathematics, Especially through the Foundational Works in Algebraic Geometry and Number Theory] Помилка: [undefined] Помилка: {{Lang}}: немає тексту (допомога): не вказано код мови (допомога) |
| 1998 |         | Кійосі Іто (1915–2008)       | Японія   | Фундаментальний внесок у стохастичний аналіз завдяки винайденню ним стохастичних диференціальних рівнянь, які застосовувалися в різних науках Оригінальний текст (англ.) [Fundamental Contribution to the Stochastic Analysis, through His Invention of Stochastic Differential Equations, Which Have Been Applied in Various Sciences] Помилка: [undefined] Помилка: {{Lang}}: немає тексту (допомога): не вказано код мови (допомога)                                                     |
| 2002 |         | Михайло Громов (нар. 1943)   | Франція  | Внески через ефектні розробки в низці математичних галузей шляхом впровадження інноваційного методу метричної структури для сімейства різноманітних геометричних об'єктів Оригінальний текст (англ.) [Contributions through dramatic developments in a range of mathematical fields by introducing the innovative method of a metric structure for families of various geometrical objects] Помилка: [undefined] Помилка: {{Lang}}: немає тексту (допомога): не вказано код мови (допомога) |
| 2006 |         | Хіроцугу Акаіке (1927—2009)  | Японія   | Великий внесок у статистичну науку та моделювання завдяки розробці інформаційного критерію, названого його іменем (англ. Akaike Information Criterion, AIC)Оригінальний текст (англ.) [Major contribution to statistical science and modeling with the development of the Akaike Information Criterion (AIC)] Помилка: [undefined] Помилка: {{Lang}}: немає тексту (допомога): не вказано код мови (допомога)                                                                               |
| 2010 |         | Ласло Ловас (нар. 1948)      | Угорщина | Видатні досягнення в математичних науках, що ґрунтуються на алгоритмах дискретної оптимізації Оригінальний текст (англ.) [Outstanding Contributions to Mathematical Sciences Based on Discrete Optimization Algorithms] Помилка: [undefined] Помилка: {{Lang}}: немає тексту (допомога): не вказано код мови (допомога) |
| 2014 |         | Едвард Віттен (нар. 1951)    | США      | Видатний внесок у розвиток математичних наук через дослідження теорії суперструн Оригінальний текст (англ.) [Outstanding Contributions to the Development of Mathematical Sciences through the Exploration of Superstring Theory] Помилка: [undefined] Помилка: {{Lang}}: немає тексту (допомога): не вказано код мови (допомога) |
| 2018 |         | Масакі Касівара (нар. 1947)  | Японія   | Видатний внесок у широкий спектр сучасної математики: розвиток теорії D-модуля від її появи Оригінальний текст (англ.) [Outstanding Contributions to a Broad Spectrum of Modern Mathematics: Advancement of D-module Theory from Its Foundation] Помилка: [undefined] Помилка: {{Lang}}: немає тексту (допомога): не вказано код мови (допомога) |
| 2023 |         | Елліот Ліб (нар. 1932)       | США      | Новаторські математичні дослідження у фізиці, хімії та квантовій інформатиці на основі фізики багатьох тіл Оригінальний текст (англ.) [Pioneering Mathematical Research in Physics, Chemistry, and Quantum Information Science Based on Many-Body Physics] Помилка: [undefined] Помилка: {{Lang}}: немає тексту (допомога): не вказано код мови (допомога) |

### Біологічні науки
| Рік  | Лауреат | Лауреат                              | Країна          | Підстава для нагородження |
| ---- | ------- | ------------------------------------ | --------------- | --- |
| 1986 |         | Джордж Евелін Гатчинсон (1903—1991)  | США             | Видатний внесок у лімнологію та екологію спільноти завдяки інтегративній теорії екологічної ніші Оригінальний текст (англ.) [Outstanding Contribution to Limnology and Community Ecology by Integrative Ecological Niche Theory] Помилка: [undefined] Помилка: {{Lang}}: немає тексту (допомога): не вказано код мови (допомога)                                                |
| 1990 |         | Джейн Гудолл (нар. 1934)             | Велика Британія | Довготривале дослідження поведінки, соціології та екології шимпанзе в дикій природі Оригінальний текст (англ.) [Long-Term Study of Behavior, Sociology, and Ecology of Chimpanzees in the Wild] Помилка: [undefined] Помилка: {{Lang}}: немає тексту (допомога): не вказано код мови (допомога)                                                                                 |
| 1993 |         | Вільям Дональд Гамільтон (1936—2000) | Велика Британія | Пропозиція інклюзивного фітнесу та встановлення еволюційної теорії соціальності та співпраці Оригінальний текст (англ.) [Proposal of Inclusive Fitness and the Establishment of Evolutionary Theory of Sociality and Cooperation] Помилка: [undefined] Помилка: {{Lang}}: немає тексту (допомога): не вказано код мови (допомога)                                               |
| 1997 |         | Деніел Гант Джанзен (нар. 1939)      | США             | Піонерське дослідження біорізноманіття в тропіках та механізмів його підтримання Оригінальний текст (англ.) [Pioneering Study of Biodiversity in Tropics and Its Maintenance Mechanisms] Помилка: [undefined] Помилка: {{Lang}}: немає тексту (допомога): не вказано код мови (допомога)                                                                                        |
| 2001 |         | Джон Мейнард Сміт (1920–2004)        | Велика Британія | Внесок в еволюційну біологію на основі пропозиції ідеї еволюційно стабільної стратегії (ESS) Оригінальний текст (англ.) [Contribution to Evolutionary Biology by Proposing the Idea of the Evolutionarily Stable Strategy (ESS)] Помилка: [undefined] Помилка: {{Lang}}: немає тексту (допомога): не вказано код мови (допомога)                                                |
| 2005 |         | Саймон Левін (нар. 1941)             | США             | Створення галузі просторової екології та пропозиція розгляду біосфери як «складної адаптивної системи»Оригінальний текст (англ.) [Establishment of the field of spatial ecology and the proposition of the biosphere as a "complex adaptive system"] Помилка: [undefined] Помилка: {{Lang}}: немає тексту (допомога): не вказано код мови (допомога)                            |
| 2009 |         | Розмарі Грант (нар. 1936)            | Велика Британія | Демонстрування швидкої еволюції, спричиненої природним відбором у відповідь на зміни навколишнього середовища Оригінальний текст (англ.) [Demonstrating Rapid Evolution Caused by Natural Selection in Response to Environmental Changes] Помилка: [undefined] Помилка: {{Lang}}: немає тексту (допомога): не вказано код мови (допомога)                                       |
| 2009 |         | Пітер Реймонд Грант (нар. 1936)      | Велика Британія | Демонстрування швидкої еволюції, спричиненої природним відбором у відповідь на зміни навколишнього середовища Оригінальний текст (англ.) [Demonstrating Rapid Evolution Caused by Natural Selection in Response to Environmental Changes] Помилка: [undefined] Помилка: {{Lang}}: немає тексту (допомога): не вказано код мови (допомога)                                       |
| 2013 |         | Масатосі Неї (нар. 1931)             | США             | Дослідження еволюції біологічних популяцій з використанням кількісного аналізу генетичної варіації та еволюційного часу Оригінальний текст (англ.) [Research on the Evolution of Biological Populations Using Quantitative Analyses of Genetic Variation and Evolutionary Time] Помилка: [undefined] Помилка: {{Lang}}: немає тексту (допомога): не вказано код мови (допомога) |
| 2017 |         | Грем Фаркуар (нар. 1947)             | Австралія       | Розробка процесних моделей фотосинтезу та внесок у науку про глобальні зміни навколишнього середовища Оригінальний текст (англ.) [Development of Process-based Models of Photosynthesis and Their Contributions to the Science of Global Environmental Changes] Помилка: [undefined] Помилка: {{Lang}}: немає тексту (допомога): не вказано код мови (допомога)                 |
| 2022 |         | Браян Гренфелл (нар. 1954)           | США             | Розробка інноваційної методології інтегративного аналізу еволюції патогенів та епідемій Оригінальний текст (англ.) [Development of an Innovative Methodology for Integrative Analysis of Pathogen Evolution and Epidemics] Помилка: [undefined] Помилка: {{Lang}}: немає тексту (допомога): не вказано код мови (допомога)                                                      |

### Науки про Землю і планети, астрономія та астрофізика
| Рік  | Лауреат | Лауреат                        | Країна          | Підстава для нагородження |
| ---- | ------- | ------------------------------ | --------------- | --- |
| 1987 |         | Ян Гендрик Оорт (1900–1992)    | Нідерланди      | Видатний внесок в астрономію через з'ясування структури та динаміки Галактики Оригінальний текст (англ.) [Outstanding Contribution to Astronomy by the Elucidation of Structure and Dynamics of the Galaxy] Помилка: [undefined] Помилка: {{Lang}}: немає тексту (допомога): не вказано код мови (допомога) |
| 1991 |         | Едвард Лоренц (1917–2008)      | США             | Видатний внесок у науку про Землю та математику шляхом розробки теоретичних основ числових досліджень у метеорології та відкриття детермінованого хаосу Оригінальний текст (англ.) [Outstanding Contribution to Earth Science and Mathematical Science by the Development of Theoretical Basis of Numerical Study in Meteorology and the Discovery of Deterministic Chaos] Помилка: [undefined] Помилка: {{Lang}}: немає тексту (допомога): не вказано код мови (допомога)            |
| 1995 |         | Тюсіро Хаяші (1920–2010)       | Японія          | Видатний внесок в астрофізику завдяки теоретичним дослідженням утворення та еволюції зірок і формування Сонячної системи Оригінальний текст (англ.) [Outstanding Contribution to Astrophysics through the Theoretical Studies of the Stellar Formation and Evolution and the Formation of Solar System] Помилка: [undefined] Помилка: {{Lang}}: немає тексту (допомога): не вказано код мови (допомога)                                                                               |
| 1999 |         | Волтер Манк (1917–2019)        | США             | Видатний внесок у науку про Землю через з'ясування динамічного механізму океану та його хвиль Оригінальний текст (англ.) [Outstanding Contribution to the Earth Science by the Elucidation of Dynamical Mechanism of Ocean and Its Waves] Помилка: [undefined] Помилка: {{Lang}}: немає тексту (допомога): не вказано код мови (допомога) |
| 2003 |         | Юджин Паркер (1927–2022)       | США             | Внесок в астрофізику через пояснення сонячного вітру та космічних магнітогідродинамічних явищ Оригінальний текст (англ.) [Contributions to Astrophysics through the Elucidation of the Solar Wind and Cosmical Magnetohydrodynamic Phenomena] Помилка: [undefined] Помилка: {{Lang}}: немає тексту (допомога): не вказано код мови (допомога) |
| 2007 |         | Хіроо Канаморі (нар. 1936)     | Японія          | Вивчення фізичних процесів землетрусів та застосування результатів для зменшення загроз Оригінальний текст (англ.) [Elucidation of Physical Processes of Earthquakes and Its Application to Hazard Mitigation] Помилка: [undefined] Помилка: {{Lang}}: немає тексту (допомога): не вказано код мови (допомога) |
| 2011 |         | Рашид Сюняєв нар. 1943         | Росія Німеччина | Пропозиція теорії флуктуацій космічного мікрохвильового фонового випромінювання для дослідження Всесвіту, який розширюється, і видатний внесок в астрономію високих енергій Оригінальний текст (англ.) [Proposal of the Theory of Fluctuations in the Cosmic Microwave Background Radiation to Explore the Expanding Universe, and Outstanding Contribution to High-Energy Astronomy] Помилка: [undefined] Помилка: {{Lang}}: немає тексту (допомога): не вказано код мови (допомога) |
| 2015 |         | Мішель Майор (нар. 1942)       | Швейцарія       | Видатний внесок у розвиток нового бачення Всесвіту завдяки відкриттю позасонячної планети Оригінальний текст (англ.) [Outstanding Contributions in Evolving a New Vision of the Universe through the Discovery of Extrasolar Planet] Помилка: [undefined] Помилка: {{Lang}}: немає тексту (допомога): не вказано код мови (допомога) |
| 2019 |         | Джеймс Ганн нар. 1938          | США             | Видатний внесок у з'ясування космічної історії на основі великомасштабних широкопольних спостережень Оригінальний текст (англ.) [Outstanding Contributions to the Elucidation of Cosmic History Based on a Large-Scale Wide-Field Observation] Помилка: [undefined] Помилка: {{Lang}}: немає тексту (допомога): не вказано код мови (допомога) |
| 2024 |         | Пол Фелікс Гоффман (нар. 1941) | Канада          | Доведення того, що «Земля-сніжка» прискорює еволюцію життя та тектоніку плит, починаючи з першої половини історії Землі Оригінальний текст (англ.) [Proving Snowball Earth Accelerating Life Evolution and Plate Tectonics Dating Back to the First Half of Earth's History] Помилка: [undefined] Помилка: {{Lang}}: немає тексту (допомога): не вказано код мови (допомога) |

### Науки про життя
| Рік  | Лауреат                               | Лауреат                               | Країна                                | Підстава для нагородження |                                       |
| ---- | ------------------------------------- | ------------------------------------- | ------------------------------------- | --- | ------------------------------------- |
| 1992 |                                       | Ясутомі Нісідзука (1932–2004)         | Японія                                | З'ясування внутрішньоклітинної системи передачі сигналу шляхом відкриття та функціонального аналізу протеїнкінази С Оригінальний текст (англ.) [Elucidation of Intracellular Signal Transduction System through the Discovery and Functional Analysis of the Protein Kinase C] Помилка: [undefined] Помилка: {{Lang}}: немає тексту (допомога): не вказано код мови (допомога)                                                          |                                       |
| 1996 |                                       | Маріо Капеккі (нар. 1937)             | США                                   | Отримання нокаутних мишей завдяки розробці такої техніки редагування генома, як та видатний внесок у з’ясування функції генів Оригінальний текст (англ.) [Production of Knockout Mice through the Development of Gene Targeting Technique and Outstanding Contribution to Elucidation of Gene Function] Помилка: [undefined] Помилка: {{Lang}}: немає тексту (допомога): не вказано код мови (допомога)                                 |                                       |
| 2000 |                                       | Вальтер Ґерінґ (нар. 1939)            | Швейцарія                             | Відкриття консервативних механізмів розвитку Оригінальний текст (англ.) [Discovery of Conserved Developmental Mechanisms] Помилка: [undefined] Помилка: {{Lang}}: немає тексту (допомога): не вказано код мови (допомога) |                                       |
| 2004 |                                       | Альфред Кнудсон (1922–2016)           | США                                   | Основний внесок у встановлення теорії гена-супресора пухлини в механізмі канцерогенезу людини Оригінальний текст (англ.) [Seminal contribution to the establishment of the theory of the tumor suppressor gene in the mechanism of human carcinogenesis] Помилка: [undefined] Помилка: {{Lang}}: немає тексту (допомога): не вказано код мови (допомога)                                                                                |                                       |
| 2008 |                                       | Ентоні Джеймс Поусон (1952–2013)      | Канада Велика Британія                | Пропозиція та доведення концепції адапторних молекул у передачі сигналу Оригінальний текст (англ.) [Proposing and Proving the Concept of Adapter Molecules in the Signal Transduction] Помилка: [undefined] Помилка: {{Lang}}: немає тексту (допомога): не вказано код мови (допомога) |                                       |
| 2012 |                                       | Осумі Йосінорі (нар. 1945)            | Японія                                | Видатний внесок у з'ясування молекулярних механізмів і фізіологічного значення аутофагії, клітинної адаптивної системи до навколишнього середовища Оригінальний текст (англ.) [Outstanding Contribution to Elucidating the Molecular Mechanisms and Physiological Significance of Autophagy, a Cellular Adaptive System to Environment] Помилка: [undefined] Помилка: {{Lang}}: немає тексту (допомога): не вказано код мови (допомога) |                                       |
| 2016 |                                       | Тасуку Хондзьо (нар. 1942)            | Японія                                | Відкриття механізму, відповідального за функціональну диверсифікацію антитіл, імунорегуляторних молекул і клінічне застосування PD-1Оригінальний текст (англ.) [Discovery of the Mechanism Responsible for the Functional Diversification of Antibodies, Immunoregulatory Molecules and Clinical Applications of PD-1] Помилка: [undefined] Помилка: {{Lang}}: немає тексту (допомога): не вказано код мови (допомога)                  |                                       |
| 2020 | No award because of COVID-19 pandemic | No award because of COVID-19 pandemic | No award because of COVID-19 pandemic | No award because of COVID-19 pandemic | No award because of COVID-19 pandemic |
| 2021 |                                       | Роберт Редер (нар. 1942)              | США                                   | Відкриття принципу механізмів транскрипції генів у еукаріоти Оригінальний текст (англ.) [Discovery of the Principle of Gene Transcription Mechanisms in Eukaryotes] Помилка: [undefined] Помилка: {{Lang}}: немає тексту (допомога): не вказано код мови (допомога) |                                       |

### Когнітивні науки
| Рік  | Лауреат | Лауреат                 | Країна | Підстава для нагородження |
| ---- | ------- | ----------------------- | ------ | --- |
| 1988 |         | Ноам Чомскі (нар. 1928) | США    | Створення теорії генеративної граматики та вагомий внесок у становлення та розвиток когнітивної науки Оригінальний текст (англ.) [Creation of the Theory of Generative Grammar and Substantial Contribution to the Formation and Development of Cognitive Science] Помилка: [undefined] Помилка: {{Lang}}: немає тексту (допомога): не вказано код мови (допомога) |